# الدوري المصري الممتاز 1990–91
الموسم الرابع والثلاثون من الدوري المصري الممتاز لكرة القدم، انتهى بتتويج الإسماعيلي بلقبه الثاني.
كان عدد الفرق قد زيد في موسم 1989–90 إلى 14 فريقًا بدلًا من 12 فريقًا في موسم 1988–89 والذي ألغي فيه الهبوط، لكن بسبب عدم استكمال موسم 1989–90 للمشاركة في كأس العالم 1990، زيد عدد الفرق مرة أخرى ليصبح 18 فريقًا في هذا الموسم

## الأندية المشاركة
| - الأهلي (حامل اللقب) - الزمالك - الإسماعيلي - الاتحاد السكندري - الأوليمبي - المريخ - جمهورية شبين (صاعد) - المنصورة (صاعد) - السكة الحديد (صاعد) | - المصري - منتخب السويس - المقاولون العرب - غزل المحلة - المنيا - الترسانة - بورفؤاد (صاعد) - الكروم (صاعد) - أسوان (صاعد) |

## الترتيب
| الترتيب | النادي            | ل  | ف  | ت  | خ  | له | عليه | ±   | ن  | تأهل/هبوط                                 |
| ------- | ----------------- | -- | -- | -- | -- | -- | ---- | --- | -- | ----------------------------------------- |
| 1       | الإسماعيلي        | 34 | 19 | 13 | 2  | 45 | 8    | 37  | 51 | تأهل إلى كأس أفريقيا للأندية أبطال الدوري |
| 2       | الأهلي            | 34 | 21 | 9  | 4  | 54 | 17   | 37  | 51 | تأهل إلى كأس أفريقيا للأندية أبطال الكؤوس |
| 3       | الزمالك           | 34 | 21 | 8  | 5  | 50 | 12   | 38  | 50 |                                           |
| 4       | غزل المحلة        | 34 | 19 | 9  | 6  | 42 | 19   | 23  | 47 |                                           |
| 5       | المصري            | 34 | 14 | 12 | 8  | 30 | 22   | 8   | 40 |                                           |
| 6       | المنصورة          | 34 | 13 | 14 | 7  | 31 | 28   | 3   | 40 |                                           |
| 7       | المقاولون         | 34 | 14 | 11 | 9  | 31 | 20   | 11  | 39 |                                           |
| 8       | الأوليمبي         | 34 | 11 | 13 | 10 | 34 | 27   | 7   | 35 |                                           |
| 9       | الترسانة          | 34 | 11 | 13 | 10 | 25 | 24   | 1   | 35 |                                           |
| 10      | السكة الحديد      | 34 | 10 | 11 | 13 | 22 | 34   | -12 | 31 |                                           |
| 11      | الاتحاد السكندري  | 34 | 7  | 16 | 11 | 20 | 27   | -7  | 30 |                                           |
| 12      | المريخ            | 34 | 8  | 14 | 12 | 25 | 35   | -10 | 30 |                                           |
| 13      | المنيا (هـ)       | 34 | 7  | 12 | 15 | 13 | -16  | 29  | 26 | هبوط إلى الدوري المصري الدرجة الثانية     |
| 14      | جمهورية شبين (هـ) | 34 | 7  | 11 | 16 | 19 | 37   | -18 | 25 | هبوط إلى الدوري المصري الدرجة الثانية     |
| 15      | الكروم (هـ)       | 34 | 6  | 12 | 16 | 14 | 26   | -12 | 24 | هبوط إلى الدوري المصري الدرجة الثانية     |
| 16      | بورفؤاد (هـ)      | 34 | 5  | 11 | 18 | 18 | 46   | -28 | 21 | هبوط إلى الدوري المصري الدرجة الثانية     |
| 17      | منتخب السويس (هـ) | 34 | 7  | 6  | 21 | 10 | 39   | -29 | 20 | هبوط إلى الدوري المصري الدرجة الثانية     |
| 18      | أسوان (هـ)        | 34 | 2  | 13 | 19 | 12 | 45   | -33 | 17 | هبوط إلى الدوري المصري الدرجة الثانية     |

 (ب)= البطل، (هـ)= هبط، ل= لعب; ف = فوز; ت = تعادل; خ = خسارة; له = أهداف لصالحه; عليه = عليه من الأهداف; ± = فارق الأهداف; ن= نقاط

المصدر: 

## مباراة تحديد البطل
| الأهلي | 0–2   | الإسماعيلي                                           |
| ------ | ----- | ---------------------------------------------------- |
|        | تقرير | عاطف عبد العزيز 75' (ركلة جزاء) · بشير عبد الصمد 81' |

## الهدافون
| الترتيب | اللاعب     | الجنسية | النادي | الأهداف |
| ------- | ---------- | ------- | ------ | ------- |
| 1       | محمد رمضان | مصر     | الأهلي | 14      |

المصدر: 

## روابط خارجية
- صفحة الموسم على RSSSF
- صفحة الموسم على شبكة كرة القدم المصرية

| بطل الدوري المصري الممتاز 1990–91                     |
| ----------------------------------------------------- |
| قالب:بيانات بلد نادي الإسماعيلي الرياضي للمرة الثانية |

| سبقه 1988–89 | الدوري المصري الممتاز 1990–91 | تبعه 1991–92 |